# Titin
Titin, även känt som connectin, är ett protein som är viktig i sammandragningen av vävnad i skelett- eller hjärtmuskulatur.
Titin är det tredje vanligaste proteinet i muskelvävnad (efter myosin och aktin), och en vuxen människa har ungefär 0,5 kg titin i kroppen.
Det är det största kända proteinet, bestående av 26 926 aminosyror, och därför brukar dess fullständiga kemiska benämning, som på engelska består av 189 819 bokstäver, listas som det längsta ordet i det engelska språket. Om man skriver hela ordet i ett Microsoft Word-dokument, med typsnittet Times New Roman i tolv punkter, och med 2,5 centimeters marginaler på alla sidor, så skulle ordet fylla nästan 42 hela A4-sidor.